# Will Ryder (Director)
No debe confundirse con el entrenador de fútbol y el coordinador ofensivo Jeff Mullen.
Will Ryder (Milwaukee, Wisconsin; 31 de julio), nacido como Jeff Mullen, es un director, productor, guionista, publicista, operador de cámara de cine pornográfico y además compositor estadounidense.

## Primeros años
Ryder nació en Milwaukee, Wisconsin y es además de nacionalidad inglesa y finlandesa. Trabajó como tecladista en la industria de la música durante quince años.

## Carrera
En 1983, Ryder se hizo amigo de la actriz pornográfica Amber Lynn, mientras que estaba en busca de empleo en el cine para adultos de la industria como compositor para películas pornográficas. Lynn le presentó a otras personas en el negocio y fue el director Roy Karch el primero en contratarlo. Se retiró de la industria para luego regresar en el año 2001 como publicista para New Sensations/Digital Sin. En el año 2001, se puso en marcha la firma PR All Media Play. En 2004, lanzó su propia etiqueta de producción, X-Play, e hizo su debut como Director con la película de Britney Rears Wild Back Stage Sex Party.

## Premios y nominaciones
| Year | Result                                               | Award                                                                 | Work |
| ---- | ---------------------------------------------------- | --------------------------------------------------------------------- | ---- |
| 2006 | Mejor Música(con GJ Music)                           | Britney Rears Wild Backstage Sex Party                                |      |
| 2007 | Mejor Director de Arte – Video                       | Britney Rears 3                                                       |      |
| 2007 | Mejor Música                                         | Britney Rears 3                                                       |      |
| 2008 | Mejor Director, Video                                | Not the Bradys XXX                                                    |      |
| 2008 | Mejor Guion, Video                                   | Not the Bradys XXX                                                    |      |
| 2009 | Mejor Director – Feature                             | Not Bewitched XXX                                                     |      |
| 2009 | Mejor Guion                                          | Not Bewitched XXX                                                     |      |
| 2009 | Director del Año                                     |                                                                       |      |
| 2010 | Mejor Director, Película                             | Flight Attendants                                                     |      |
| 2010 | Mejor Canción Original                               | "Fly Global" in Flight Attendants                                     |      |
| 2010 | Mejor Canción Original                               | "Sisters and Brothers" in Not The Bradys XXX: Marcia, Marcia, Marcia! |      |
| 2010 | Mejor Guion                                          | Flight Attendants                                                     |      |
| 2010 | Mejor Guion                                          | Not Married with Children XXX                                         |      |
| 2010 | Director del Año (Equipo de Trabajo)                 |                                                                       |      |
| 2011 | Mejor Director – Película                            | Not Charlie's Angels XXX                                              |      |
| 2011 | Mejor Guion - Adaptado                               | Not Charlie's Angels XXX                                              |      |
| 2011 | Not M*A*S*H XXX                                      |                                                                       |      |
| 2011 | Director del Año                                     |                                                                       |      |
| 2012 | Mejor Director – Parodia                             | The Flintstones: A XXX Parody                                         |      |
| 2012 | Mejor Escena no sexual                               | Superman XXX: A Porn Parody                                           |      |
| 2012 | Mejor Guion – Parodia                                | Beverly Hillbillies: A XXX Parody                                     |      |
| 2012 | Director del Año                                     |                                                                       |      |
| 2013 | Mejor Director – Parodia                             | Not the Three Stooges XXX                                             |      |
| 2013 | Mejor Guion– Parodia                                 | Not Animal House XXX                                                  |      |
| 2014 | Mejor Director – Parodia                             | Grease XXX: A Parody                                                  |      |
| 2014 | Mejor Director – Parodia                             | Not the Wizard of Oz XXX                                              |      |
| 2014 | Mejor edición (compartido con Cyrus Weatherbee)      |                                                                       |      |
| 2014 | Mejor Canción Original (compartido con Rock Hardson) | "Queen of Munchkin Land" in Not The Wizard of Oz XXX                  |      |
| 2014 | Mejor Canción Original                               | "I Wonder What Is Happening" in Not The Wizard of Oz XXX              |      |
| 2014 | Mejor Guion– Parodia                                 | Grease XXX: A Parody                                                  |      |
| 2014 | Mejor Guion– Parodia                                 | Not South Park XXX                                                    |      |
| 2014 | Mejor Guion– Parodia                                 | Not the Wizard of Oz XXX                                              |      |
| 2014 | Director del Año                                     |                                                                       |      |
| 2015 | Salon de la Fama de AVN                              |                                                                       |      |
| 2015 | Mejor Director – Parodia                             | American Hustle XXX Porn Parody                                       |      |
| 2015 | Mejor Director – Parodia                             | Not Jersey Boys XXX: A Porn Musical                                   |      |
| 2015 | Mejor escena no sexual                               |                                                                       |      |
| 2015 | Mejor Guion– Parodia                                 | American Hustle XXX Porn Parody                                       |      |
| 2015 | Mejor Guion– Parodia                                 | Not Jersey Boys XXX: A Porn Musical                                   |      |

| Año  | Resultado                                      | Premio |
| ---- | ---------------------------------------------- | ------ |
| 2009 | Premio Nacional a los Logros de la vida.       |        |
| 2012 | Mejor Director - Parodia (Elección del Editor) |        |
| 2013 | Mejor Director - Parodia (Elección del Editor) |        |
| 2014 | Mejor Director - Parodia (Elección del Editor) |        |
| 2015 | Mejor Director - Parodia (Elección del Editor) |        |

| 2008 | Director característica del Año                |                                                 |
| 2009 | Director del Año - Cuerpo de Trabajo           |                                                 |
| 2009 | Director del Año - Proyecto Individual         | Not Bewitched XXX                               |
| 2010 | Director del Año - Cuerpo de Trabajo           |                                                 |
| 2010 | Director del Año - Proyecto Individual         | Flight Attendants                               |
| 2010 | Director Porno del Año (Elección del Público)  |                                                 |
| 2011 | Director del Año - Cuerpo de Trabajo           |                                                 |
| 2011 | Director del Año - Proyecto Individual         | Not Charlie's Angels XXX                        |
| 2011 | Guion del Año                                  | Not Charlie's Angels XXX                        |
| 2012 | Director del Año - Cuerpo de Trabajo           |                                                 |
| 2012 | Director del Año - Proyecto Individual         | Rocky XXX: UNA Parodia de la novela de Suspense |
| 2012 | Guion del Año                                  | The Beverly Hillbillies XXX                     |
| 2013 | Director del Año - Cuerpo de Trabajo           |                                                 |
| 2013 | Director del Año - Parodia                     | No la Casa de los Animales XXX                  |
| 2013 | Director del Año - Parodia                     | No los Tres Chiflados XXX                       |
| 2014 | Director del Año - Cuerpo de Trabajo           |                                                 |
| 2014 | Director del Año - Parodia                     | La grasa XXX: UNA Parodia                       |
| 2014 | Director del Año - Parodia                     | Crucero del amor XXX: UNA Parodia               |
| 2014 | Director del Año - Parodia                     | No el mago de Oz XXX                            |
| 2014 | Mejor Edición (compartido con Ciro Weatherbee) | La grasa XXX: UNA Parodia                       |
| 2014 | Mejor Edición (compartido con Ciro Weatherbee) | No el mago de Oz XXX                            |
| 2015 | Director del Año - Cuerpo de Trabajo           |                                                 |
| 2015 | Director del Año - Parodia                     | American Hustle XXX                             |
| 2015 | Director del Año - Parodia                     | Not the Jersey Boys XXX                         |
| 2015 | Mejor No Sexo Actuando Rendimiento             |                                                 |

| Año                   | Resultado                     | Premio |
| --------------------- | ----------------------------- | ------ |
| 2008                  | Mejor Director (En Funciones) |        |
| 2009                  | Mejor Director (En Funciones) |        |
| 2010                  | Mejor Director (En Funciones) |        |
| 2011                  | Mejor Director (Parodia)      |        |
| 2012                  | Mejor Director (Parodia)      |        |
| 2013                  | Mejor Director (Parodia)      |        |
| 2014                  | Mejor Director (Parodia)      |        |
| 2015                  | Mejor Director (Parodia)      |        |
| Salón de la Fama XRCO |                               |        |